# Sheree Francis
Sheree Francis (ur. 20 października 1983) – jamajska lekkoatletka specjalizująca się w skoku wzwyż.
Zawodniczka największe sukcesy osiągała jako juniorka sięgając po medale regionalnych imprez mistrzowskich w tej kategorii wiekowej. Pierwsze występy na arenie międzynarodowej zanotowała w roku 1999 bez powodzenia startując w mistrzostwach świata juniorów młodszych (oprócz 13. lokaty w eliminacjach skoku wzwyż była także 25. w eliminacjach w skoku w dal). W roku 2009 stanęła na drugim stopniu podium podczas mistrzostw Ameryki Środkowej i Karaibów. Zdobywczyni srebrnego medalu igrzysk Wspólnoty Narodów (2010). Wielokrotna mistrzyni Jamajki. Rekord życiowy: stadion – 1,93 (15 maja 2010, Spanish Town); hala – 1,88 (29 stycznia 2010, Nowy Jork). Rezultat z otwartego stadionu jest rekordem Jamajki.

## Osiągnięcia
| Rok  | Impreza                                           | Miejsce        | Lokata                     | Wynik |
| ---- | ------------------------------------------------- | -------------- | -------------------------- | ----- |
| 1999 | Mistrzostwa świata juniorów młodszych             | Bydgoszcz      | el. – 13. miejsce          | 1,70  |
| 1999 | Mistrzostwa panamerykańskie juniorów              | Tampa          | 1. miejsce                 | 1,83  |
| 2000 | Mistrzostwa świata juniorów                       | Santiago       | niesklasyfikowana w finale | NM    |
| 2000 | Mistrzostwa Ameryki Środkowej i Karaibów juniorów | San Juan       | 1. miejsce                 | 1,86  |
| 2000 | Igrzyska CARIFTA                                  | Saint George’s | 1. miejsce                 | 1,79  |
| 2009 | Mistrzostwa Ameryki Środkowej i Karaibów          | Hawana         | 2. miejsce                 | 1,88  |
| 2010 | Igrzyska Wspólnoty Narodów                        | Nowe Delhi     | 2. miejsce                 | 1,88  |